# Asplenium dielpallidum
Asplenium dielpallidum är en svartbräkenväxtart som beskrevs av Neil Snow. Asplenium dielpallidum ingår i släktet Asplenium och familjen Aspleniaceae. Inga underarter finns listade.